# ريتشارد باكاليان
ريتشارد باكاليان (بالإنجليزية: Richard Bakalyan)‏ مواليد 29 يناير 1931 في وترتاون، الولايات المتحدة - الوفاة 27 فبراير 2015 في إلميرا، الولايات المتحدة، هو ممثل أمريكي بدأ مسيرته الفنية سنة 1954. امتدت مسيرته الفنية لأكثر من 54 عاما.

## الأعمال
- الحي الصيني
- الثعلب والكلب

## روابط خارجية
- ريتشارد باكاليان على موقع IMDb (الإنجليزية)
- ريتشارد باكاليان على موقع ألو سيني (الفرنسية)
- ريتشارد باكاليان على موقع تيرنر كلاسيك موفيز (الإنجليزية)
- ريتشارد باكاليان على موقع أول موفي (الإنجليزية)
- ريتشارد باكاليان على موقع قاعدة بيانات الأفلام السويدية (السويدية)
- ريتشارد باكاليان على موقع قاعدة بيانات الفيلم (الإنجليزية)
- ريتشارد باكاليان على موقع كينوبويسك (الروسية)